# Амашукели, Элгуджа Давидович
Элгу́джа Дави́дович Амашуке́ли (груз. ელგუჯა დავითის ძე ამაშუკელი; 1928—2002) — советский, грузинский скульптор, художник. Народный художник СССР (1988). Лауреат Государственной премии СССР (1982).

## Биография
Элгуджа Амашукели родился 22 апреля 1928 года в Тифлисе (ныне Тбилиси, Грузия).
Учился в 1947—1954 годах в Тбилисской академии художеств у Н. П. Канделаки. После окончания академии продолжил обучение в аспирантуре (1958—1959), где работал над проектом памятника Вахтангу Горгасали.
Автор скульптуры «Мать Грузии», барельефов на станции метро «Площадь Руставели» (1966), памятника Вахтангу Горгасали (1967) в Тбилиси, монумента Победы в Гори (1979), мемориала Славы героям-морякам в Поти (1979).
Иллюстрировал и оформил книги для издательств «Сабчота Сакартвело», «Накадули»: «Песня о Нибелунгах» (1960), «Сочинения» Важа-Пшавела (1962—1964, 5 т.). Автор серии картин «Фантазия леса» (1962—1964), ряда медальонов.
С 1996 года — член-корреспондент отделения языка и литературы Академии наук Грузии.
Председатель правления Союза художников Грузии (1981–1996). Секретарь Союза художников СССР (1984—1989).
Член-корреспондент АХ СССР (1988).
Жил в Тбилиси, Мцхетская улица, I.
Умер 10 (по другим источникам — 16) марта 2002 года в Тбилиси. Похоронен в Дидубийском пантеоне.

## Награды и звания
- Заслуженный художник Грузинской ССР (1965)
- Народный художник Грузинской ССР (1979)
- Народный художник СССР (1988)
- Государственная премия СССР (1982) — за монумент Победы в Гори и Мемориал героям-морякам в Поти
- Государственная премия Грузинской ССР им. Ш. Руставели (1965) — за скульптуру «Мать Грузия»
- Государственная премия Грузии в области литературы, искусства и архитектуры (1996)[11]
- Орден Чести (1999)[12]
- Орден Трудового Красного Знамени
- Орден «Знак Почёта»
- Орден Дружбы народов
- Государственная премия Народной Республики Болгарии
- Почётный гражданин Тбилиси (1981).